# Fernand Demièrre
Fernand Demièrre – szwajcarski strzelec, mistrz świata.
Strzelectwo zaczął uprawiać około 1923 roku. Był związany z Genewą i Lucerną, pracował w banku.
Podczas swojej kariery Fernand Demièrre sześciokrotnie stawał na podium mistrzostw świata. Trzykrotnie zdobył medale w drużynowych zawodach z karabinu dowolnego w trzech postawach z 300 m, w tym dwukrotnie złote (1931, 1933) i raz srebrny (1930). Ponadto wywalczył trzy indywidualne podia. W 1933 roku został mistrzem świata w karabinie dowolnym w trzech postawach z 300 m i wicemistrzem w karabinie dowolnym klęcząc z 300 m (poniósł porażkę wyłącznie z Bertilem Rönnmarkiem). W 1930 roku Demièrre, mający wówczas niespełna 30 lat, uplasował się na trzeciej pozycji w karabinie dowolnym leżąc z 300 m (pokonali go Finowie Kullervo Leskinen i Sven Lindgren). 

## Medale mistrzostw świata
Opracowano na podstawie materiałów źródłowych:
| Mistrzostwa    | Konkurencja                                     | Wynik                              | Miejsce |
| -------------- | ----------------------------------------------- | ---------------------------------- | ------- |
| Antwerpia 1930 | Karabin dowolny, trzy postawy, 300 m, drużynowo | 5407 pkt. (druż.)                  |         |
| Antwerpia 1930 | Karabin dowolny leżąc, 300 m                    | 385 pkt.                           |         |
| Lwów 1931      | Karabin dowolny, trzy postawy, 300 m, drużynowo | 5482 pkt. (druż.)                  |         |
| Grenada 1933   | Karabin dowolny, trzy postawy, 300 m            | 1094 pkt.                          |         |
| Grenada 1933   | Karabin dowolny, trzy postawy, 300 m, drużynowo | 5412 pkt. (druż.) 1094 pkt. (ind.) |         |
| Grenada 1933   | Karabin dowolny klęcząc, 300 m                  | 377 pkt.                           |         |